# Süleyman Demirel
Sami Süleyman Gündoğdu Demirel (1 de novembro de 1924 - 17 de junho de 2015) foi primeiro-ministro da Turquia em cinco ocasiões, e também presidente de 1993 a 2000.

## Biografia
Nascido em İslamköy, uma vila da província de Isparta. Graduou-se em 1949 como engenheiro civil na Universidade Técnica de Istambul, e no mesmo ano começou a trabalhar na estatal de energia elétrica. Fez pós-graduação em irrigação e em construção de represas nos Estados Unidos. Em 1955 trabalhou na Estatal de Trabalhos Hidráulicos, supervisionando a construção de represas, usinas elétricas e sistemas de irrigação. Ao terminar seu serviço militar, ele trabalhou como engenheiro civil e construtor entre 1962 e 1964. Foi também professor na Universidade Técnica do Oriente Médio, em Ancara.
Ingressou na política no início da década de 1960, e foi eleito presidente do Partido Democrático (Demokrat Parti) em 1964. Ocupou o cargo de primeiro-ministro a primeira vez entre 1965 e 1971. Foi novamente primeiro-ministro entre 1975 e 21 de junho de 1977, entre 11 de julho de 1977 e 5 de janeiro de 1978, entre 1979 e 1980, e finalmente entre 20 de novembro de 1991 e 16 de maio de 1993, data em que deixou o cargo para tornar-se presidente do país.
Foi casado com Nazmiye Demirel, e o casal não teve filhos.
Süleyman Demirel morreu em Ancara, a capital da Turquia.